# 유티라누스

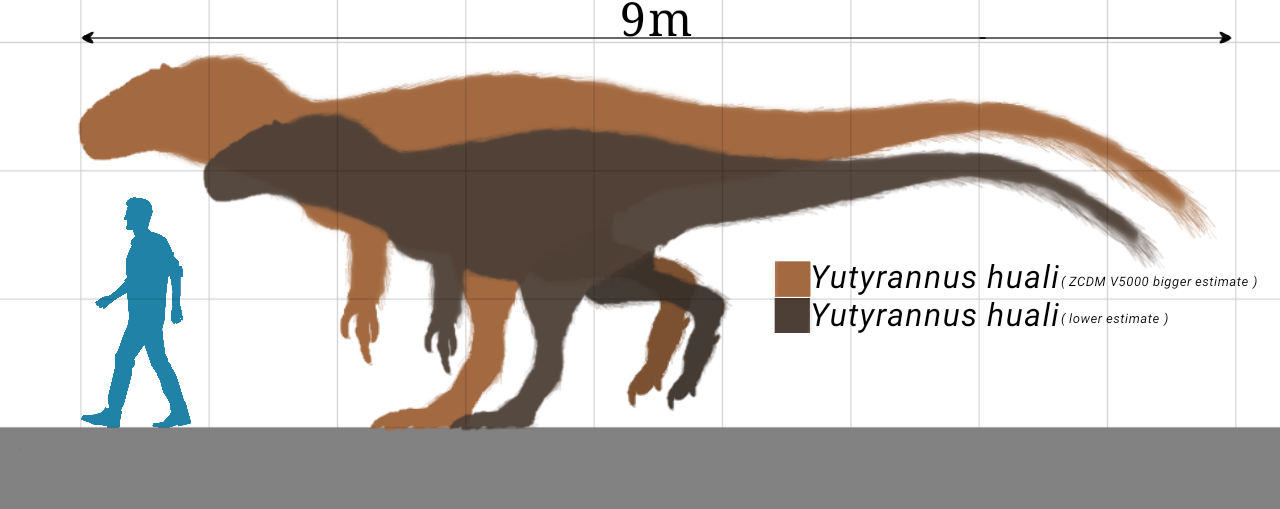
인간과의 크기 비교

유티라누스(Yutyrannus Huali)는 중생대 백악기 전기 약 1억 2천 5백만년 전 중국, 현재 후알리의 설원 지방에서 살았던 몸길이 7.5~9m 높이 2.5m, 몸무게 0.5~1.5t의 프로케라토사우루스과의 대형 육식 수각류 공룡이다. 속명의 뜻 중국어로 깃털을 뜻하는 '羽'(유)와 라틴어로 폭군을 뜻하는 'τύραννος'(티라누스)를 합쳐 '깃털 폭군'이라는 뜻이다. 살던 지역의 특성상 온몸이 깃털 로 덮혀 있었고, 지금까지 발견된 공룡 중 깃털을 가진 가장 큰 육식공룡이다. 당시대 지역 내 최상위 포식자였다.

## 생태
당시대 백악기 전기 중국은 날씨가 꽤나 추웠고, 눈도 자주 내렸을 것으로 추정된다.
머리위 볏은 카르노타우루스처럼 들이 받는 것이 아닌, 설원에 눈이 흩날릴 때, 안구에 눈이 들어가지 못하게 하는 역할이었을 것으로 추정된다. 또한 화석이 발견되었을 때, 유일한 성체 화석인 ZCDM V5000, 그리고 아성체인 ZCDM V5001과 ELDM V1001 화석이 한꺼번에 한 가구의 가족이 함께 발견되어 이들의 무리사냥 설이 생겼지만, 여전히 유티라누스가 큰 단위의 무리사냥을 지향했는지, 아니면 가족 단위로 다녔는지는 미지수이다.

## 깃털
화석 ZCDM V5000의 꼬리 부근에서 길이 20cm 가량의 깃털흔적이 발견되었다. 이전까지 깃털은 몸집이 작은 소형 수각류에게서만 발견되던 특징 이였지만, 이 깃털을 지닌 대형 수각류의 발견은 다른 대형 수각류들의 깃털 존재 여부에 대한 가능성을 제기했다. 이 공룡이 학계에 발표된 이후, 다른 여러 대형 수각류의 복원도가 깃털을 지닌 형태로 그려지는 등 이 가설의 인지도가 꽤나 높아졌지만, 이후 유티라누스의 깃털존재는 당시 중국의 추운 기후에 의한 특수한 적응 결과라는 것이 밝혀지고, 티라노사우루스를 비롯한 몇몇 공룡들의 깃털 없이 가죽 같은 피부화석이 발견되면서, 다른 대형 수각류들의 깃털 존재가능성은 다시 내려갔다.